# わたなべまさこ
わたなべ まさこ（本名:渡邊 雅子、1929年（昭和4年）5月16日 - ）は、日本の漫画家。東京府出身。1947年、上野学園短期大学中退。日本の少女漫画草創期から活躍し、現在も執筆を続ける巨匠の一人。1971年、『ガラスの城』で第16回小学館漫画賞を受賞。2002年、第31回日本漫画家協会賞として全作品に対する文部科学大臣賞を受賞。2006年の旭日小綬章は、女性の漫画家としては初の受勲。日本漫画家協会理事。2013年に閉校した創造学園大学の創造芸術学部教授であった。夫は2012年8月に永眠した陶芸家・渡辺六郎。

## 著作歴
1952年（昭和27年）、挿絵画家を経て貸本漫画出版社の中村書店で『小公子』（原作フランシス・ホジソン・バーネット）を執筆後、若木書房より単行本『すあまちゃん』『涙の賛美歌』で少女漫画家としてデビュー。1957年（昭和32年）から『山びこ少女』を発端に少女漫画雑誌での連載を開始、1960年代初期には、母娘や姉妹の絆をテーマにした『白馬の少女』『おかあさま』等が人気を博した。1960年代中頃からは欧米を舞台にした作品群で少女達に夢とロマンを与え、1970年代には少女の内面にある善悪双方に共感を呼んだ『ガラスの城』に続く代表作『聖ロザリンド』でサスペンスホラーの新境地を開拓。同時期にはウィリアム・アイリッシュ原作『幻の女』等、海外ミステリの漫画化も手がけている。
レディースコミック誌に活動の場を移した1980年代には、日本を舞台にした作品が中心となり、単行本18冊にわたる短編連作『悪女シリーズ』、後年にテレビドラマ化された長編『独りまつり』等の愛憎物語を経て、『ねんね…しな』等の怪談の長編短編も描き始めている。昭和初期の日本的情緒の中で女の魔性を描く『小間使い』等の短編は、1990年代に入ってから泉鏡花原作『夜叉ヶ池』等の近代文学の漫画化にもつながり、同時期には長編『かおるの最後の顔』短編『華燭』メアリ・H・クラーク原作『永遠の闇に眠れ』等、現代を舞台にしたミステリの佳作も多い。画面全体から醸し出される詩情の深さは、2000年代に入ってからの江戸時代物『ライオンの城』等にも受け継がれている。1993年（平成5年）にスタートし、中国四大奇書を原典とした『金瓶梅』は2011年までおよそ18年に渡り連載し、作者にとって最長編作品となった。
1991年（平成3年）から2003年（平成15年）にかけて、ホーム社発行・集英社発売で刊行された選集『わたなべまさこ名作集』では、画業50年を越える各時代の多彩な作品群が100冊に収録されている。デビュー以降のわたなべまさこの単行本は様々な出版社から刊行されてきたが、この名作集で初めて単行本化された作品も少なくない。
2008年（平成20年）には、双葉社から『まんがと生きて』(ISBN 4575300888)を刊行した。
2017年（平成29年）に、宝島社の「このマンガがすごい!comics」から44年ぶりになる描き下ろしの完全新作第0話を収録した『聖［セイント］ロザリンド』が再版された。
2020年（令和2年）には齢91にして、集英社女性向け漫画アプリ「マンガMee」にて初の電子配信による完全新作『秘密 -ひめごと-』を短期集中連載した。
同年6月にも双葉社・「月刊JOUR 7月号」にて、同じく完全新作『中国怪異譚　朱い紐』41頁を発表。制作期間中、国内はコロナ禍で緊急事態宣言が発令されていたので、作者わたなべは制作アシスタント達との「密」を避ける為にたった1人で描き上げた事、また設定されていた締切日よりも2週間近く早くに仕上げたと担当編集者の証言によるPR記事が配信された。

## 少女漫画作品リスト
収録単行本の詳細、および貸本漫画出版社の作品群は、わたなべまさこ名作集
- 少女漫画雑誌 掲載作品

### 1950年代後半
- 1957年
  - 星よ またたけ 少女1957年正月増刊号（雑誌デビュー作品）
  - いずみの物語 少女1957年4月号
  - ばら色の夢 少女1957年6月号
  - 山のこだまの物語 少女1957年7月号
  - 鐘よ ならないで 少女ブック1957年7月号
  - 金のうろこ 少女1957年12月号
  - 山びこ少女 少女ブック連載1957年8月号 - 1959年（雑誌初連載作品）【単行本】若木書房『山びこ少女』1958年 - 1959年【名作集】『山びこ少女』(1)(2)2001年
  - 天使のひとみ なかよし連載1957年 - 1958年9月号【単行本】若木書房『天使のひとみ』1958年
- 1958年
  - しあわせの鐘 少女ブック連載1958年【単行本】若木書房】『しあわせの鐘』（全2巻）1959年
  - みどりの真珠（原作：川内康範） 少女ブック連載1958年11月号 - 1960年8月号
- 1959年
  - 雪のくびかざり 少女ブック1959年新年増刊号
  - 白馬の少女 少女ブック連載1959年9月号 - 1962年8月号
  - 森の少女の物語 少女ブック1959年夏の増刊号
  - すずかけの路 こだま1959年1号 - ?

### 1960年代前半
- 1960年
  - お山のおくの物語 りぼん1960年10月号
- 1960年代初期
  - 鳥を呼ぶ笛（1960年代初期）【名作集】『おかあさま』(2) 2000年
- 1961年
  - うぐいす物語 少女ブック1961年4月増刊【名作集】『青いきつね火』1997年
  - マッチうりの少女（原作：ハンス・クリスチャン・アンデルセン「マッチ売りの少女」）少女ブック1961年12月号【名作集】『LOVE LOVE ミリオン!!』1997年
  - しらゆきちゃん 幼稚園 - 小学一年生連載1961年
  - おかあさま りぼん連載1961年4月号 - 1962年12月号【単行本】名作集『おかあさま』(1)(2) 2000年
- 1962年
  - ミミとナナ 少女ブック連載1962年9月号 - 1963年5月号、同誌休刊後に週刊マーガレット連載1963年1号（5月12日発刊・創刊号） - 同年22号（10月6日号）単行本未収録
- 1963年
  - カメリア館 りぼん連載1963年1月号 - 10月号（1960年代中頃年りぼん増刊に前編後編で再掲載）【名作集】カメリア館1992年
  - 小さな花（原作：シャーロット・ブロンテ「ジェーン・エア」） りぼん1963年11月号付録（りぼんカラーシリーズ7）【単行本】若木書房『小さな花』1969年【名作集】『さくら子すみれ子』(1)1992年
  - 王女ミナ子 りぼん連載1963年12月号 - 1965年（1968年りぼん1月増刊号附録に前編後編で再掲載）【名作集】『王女ミナ子』1992年
  - 亜紀子 週刊マーガレット連載1963年後半 - 1964年10号（1966年別冊マーガレット4月号 - 7月号に総集編で再掲載）【単行本】集英社『亜紀子』(1)(2)1968年【名作集】『亜紀子』(1)(2)1991年
  - さくらちゃん 小学一年生連載1963年
- 1964年
  - 従妹マリア 週刊マーガレット連載1964年11号 - 28号【名作集】『従妹マリア』1993年
  - ばら色の真珠 週刊マーガレット連載1964年31号 - 44.45合併号（11月1日号）【名作集】『ばら色の真珠』1993年
  - おはようマコです! 週刊マーガレット連載1964年46号 - 1965年
  - 小さなレディ 別冊マーガレット1964年1号（1月15日発行）
  - 花かんざし 別冊マーガレット1964年1号（8月15日発行）【名作集】『亜紀子』(1)1991年
  - お嬢さま お手をどうぞ 別冊マーガレット 1964年4号【単行本】集英社『ハイジ』1968年、白泉社『ハイジ』【名作集】『LOVE LOVE ミリオン!!』1997年
  - 十二夜の琴 週刊少女フレンド1964年47.48合併号 - 49号
- 1965年
  - 花の館 りぼん連載1965年7月号　-　1966年7月号　【若木書房】『花の館』（前）（後）1968年【名作集】『花の館』1993年
  - 花ちる里（原作：小泉八雲「和解」）りぼん1965年春休みまんが大増刊号 【名作集】『小公女』1996年
  - 冬のさくら（原作：小泉八雲「乳母ざくら」）りぼん1965年 【名作集】『小公女』1996年
  - アイ ラブ アリス 週刊マーガレット連載1965年前半期 【名作集】『アイ ラブ アリス』1995年
  - 6月の花嫁（原作：ウィリアム・アイリッシュ「死者との結婚」） 週刊マーガレット1965年26号【集英社】『蝶はここには住めない!』1969年【名作集】『炎のカメリア』1992年
  - さくら子すみれ子 週刊マーガレット連載1965年30号（昭和40年7月25日号） - 1966年10号（昭和41年3月6日号）[2]【単行本】若木書房『さくら子すみれ子』(1)(2)1971年【名作集】『さくら子すみれ子』(1)(2)1992年
  - 令嬢イレーネ 別冊マーガレット1965年2号（1月15日発行）
  - 青いひとみの少女（原作：ジョン・ゴールズワージー「林檎の樹」）別冊マーガレット1965年4号（5月発行）【単行本】集英社『ハイジ』1968年、白泉社『ハイジ』1975年【名作集】『さくら子すみれ子』(1)1992年
  - 満月さくら城 別冊マーガレット1965年5号（6月発行）

### 1960年代後半
- 1966年
  - 青いきつね火（原作：岡本綺堂「玉藻の前」）週刊マーガレット連載1966年前半期 - ?【単行本】若木書房『青いきつね火』1967年【名作集】『青いきつね火』1997年
  - プリンセスの恋 週刊マーガレット1966年21号
  - はだしのプリンセス 週刊マーガレット連載1966年25号 - 48号【単行本】若木書房『はだしのプリンセス』（前）（後）1970年【名作集】『はだしのプリンセス』1992年
  - 雪おんな（原作：小泉八雲「雪女」） 週刊マーガレット1966年52号 【名作集】『青いきつね火』1997年
  - 愛の花 別冊マーガレット1966年1月号
  - ハイジ（原作：ヨハンナ・シュピリ「アルプスの少女ハイジ」） 別冊マーガレット1966年11月号 - 12月号 前後編【単行本】集英社『ハイジ』1968年、白泉社『ハイジ』1975年【名作集】『シャネルNo.5』1996年
  - ねむの木の子守歌 りぼん連載1966年11月号 - 67年8月号【名作集】『ねむの木の子守歌』1998年
  - LOVE LOVE ミリオン!! 小説ジュニア 連作1966年Spring（創刊号） - ?【名作集】『LOVE LOVE ミリオン!!』1997年
- 1967年
  - サ・セ・パリ 週刊マーガレット連載1967年1号 - 10号【単行本】若木書房『サ・セ・パリ』1968年【名作集】『ばら色の真珠』1993年
  - 鳩のくる302号室 週刊マーガレット1967年13号【単行本】集英社『ハイジ』1968年、白泉社『ハイジ』1975年【名作集】『亜紀子』(2)1991年
  - 青きドナウ 週刊マーガレット連載1967年15号 - 26号【単行本】若木書房『青きドナウ』1970年【名作集】『青きドナウ』1992年
  - ふたりだけの白い馬 週刊マーガレット1967年30号【名作集】『亜紀子』(1)1991年
  - 火の星-旧人ウルフとマロ- 週刊マーガレット夏休み増刊1967年8月24日号【単行本】若木書房『サ・セ・パリ』1968年【名作集】『天使と挽歌』(2)1998年
  - かもめの館 デラックスマーガレット1967年夏の号（創刊号）【単行本】集英社『蝶はここには住めない!』1969年【名作集】『LOVE LOVE ミリオン!!』1997年
  - 奥さまは魔女 週刊マーガレット連載1967年32号 - 40号（米国テレビドラマのコミカライズ）
  - 珊瑚礁のかなた 週刊マーガレット連載1967年50号 - 1968年14号
- 1968年
  - 神さまこの願いをきいて! 週刊マーガレット　1968年11号【単行本】集英社『蝶はここには住めない!』1969年【名作集】『おかあさま』(2) 2000年
  - 青い空 白鳩はとぶ! 週刊マーガレット連載1968年18号 - 25号【名作集】『青い空 白鳩はとぶ!』1992年
  - 蝶はここには住めない 週刊マーガレット1968年33号【単行本】集英社『蝶はここには住めない!』1969年【名作集】『青い空 白鳩はとぶ!』1992年
  - この愛 戦火をこえて! 週刊マーガレット連載1968年37号 - 51号【単行本】若木書房『この愛戦火をこえて!』第5版1978年、ほるぷ出版『この愛・戦火をこえて』1983年【名作集】『青い空 白鳩はとぶ!』1992年
  - わすれな草 りぼん連載1968年1月号 - 8月号【名作集】『わすれな草』1998年
  - 白鳥（スワン）の恋 デラックスマーガレット1968年冬の号【単行本】集英社『蝶はここには住めない!』1969年【名作集】『LOVE LOVE ミリオン!!』1997年
  - 慕情 週刊セブンティーン1968年5号近辺【名作集】『慕情』1997年
  - リラ館 りぼんコミックス1968年9月号【名作集】『小公女』1996年
  - キュリー夫人 ジュニアコミック1968年11月号（通巻6号）【名作集】『小公女』1996年
- 1969年
  - ガラスの城 週刊マーガレット連載1969年3号 - 1970年49号【単行本】集英社『ガラスの城』(1) - (8)1969年 - 1971年、集英社漫画文庫『ガラスの城』(1) - (8)1976年 - 1977年【名作集】『ガラスの城』(1) - (5)1991年【単行本】ホーム社漫画文庫『ガラスの城』(1) - (5) 2000年 - 2001年
  - 白きモスクワ デラックスマーガレット1969年春の号【名作集】『赤い伝説』1999年
  - アメリカの恋人たち 別冊マーガレット1969年3月号
  - 恋人たち-ナンシーとスーザンの場合- 週刊セブンティーン1969年12号【単行本】創美社/集英社『ただ愛ゆえに』【名作集】『カミーユの微笑』1997年
  - 13ダースの薔薇（原作：カトリーヌ・アルレー「わらの女」） 週刊セブンティーン連載1969年中期（1971年別冊セブンティーン3月号 - 4月号に総集編で再掲載）
  - 炎のカメリア（原作：コーネル・ウールリッチ「黒衣の花嫁」） 週刊セブンティーン連載1969年後半期 - 1970年前半期【名作集】『炎のカメリア』1992年
  - パパは恋人 りぼん連載1969年4月号 - 9月号【名作集】『カメリア館』1992年
  - まいごのミチル りぼんコミック1969年5月号【名作集】『LOVE LOVE ミリオン!!』1997年
  - オレンジの恋 小説ジュニア連載1969年2月号 - 7月号
  - 恋するミランダ 小説ジュニア連載1969年8月号 - 12月号
  - わが心のロサンゼルス デラックスマーガレット　1969年冬の号【単行本】集英社『蝶はここには住めない!』1969年【名作集】『娘よ、父の手に!』1997年

### 1970年代前半
- 1970年
  - おさな妻（原作：富島健夫「おさな妻」） 別冊セブンティーン1970年6月号
  - 10月の罌粟（原作：アイラ・レヴィン「死の接吻」）週刊セブンティーン1970年28号 - 37号（【名作集】『幻の女 10月の罌粟』1992年に収録）
- 1971年
  - うすざくら記（原作：岡本綺堂「小坂部姫」） 別冊マーガレット1971年3月号【名作集】『藤原薬子』1996年
  - モナリザの部屋 週刊マーガレット連載1971年4・5合併号 - ?【単行本】若木書房『モナリザの部屋』1975年、講談社『モナリザの部屋』1988年【名作集】『モナリザの部屋』1996年
  - 這ってくる髪 週刊マーガレット1971年15号【単行本】若木書房『ふたご座生まれ』1973年、講談社『ふたご座生まれ』1987年【名作集】『娘よ、父の手に!』1997年
  - シャネルNo.5 週刊マーガレット連載1971年21号 - 32号【単行本】若木書房『シャネルNo.5』(1)(2)1976年【名作集】『シャネルNo.5』1996年
  - 帰れ!ぼくのユキ 週刊マーガレット1971年35号【名作集】『わすれな草』1998年
  - 古都の秋 週刊マーガレット1971年43号【単行本】集英社『ぶらりぶらぶら物語』1973年【名作集】『不如帰-ほととぎす-』1997年
  - ぶらりぶらぶら物語 週刊マーガレット連載1971年45号 - 50号【単行本】集英社『ぶらりぶらぶら物語』1973年【名作集】『従妹マリア』1993年
  - 2番目の夢 りぼんコミック1971年3月号【名作集】『慕情』1997年
  - 5月の雨の日に 別冊セブンティーン1971年6月号【名作集】『恋のれん』1996年
  - ただ愛ゆえに 別冊セブンティーン1971年9月号【単行本】創美社/集英社『ただ愛ゆえに』1976年【名作集】『魚のくさる家』1996年
  - 愛をうたう風 別冊セブンティーン1971年12月号【名作集】『神さま、なぜ愛にも国境があるの!』1996年
- 1972年
  - 愛のひとこと 別冊セブンティーン1972年3月号【単行本】創美社/集英社『愛のひとこと』1976年【名作集】『魚のくさる家』1996年
  - ある青春の記-夏子と勇- 別冊セブンティーン1972年9月号【名作集】『慕情』1997年
  - エーデルワイスを君に 別冊セブンティーン1972年12月号
  - カミーユの微笑 別冊セブンティーン 1972年6月号【単行本】創美社/集英社『ただ愛ゆえに』1976年【名作集】『カミーユの微笑』1997年
  - 忘れな草 週刊マーガレット増刊1972年1月5日号【名作集】『LOVE LOVE ミリオン!!』1997年
  - 白き神々の国 週刊マーガレット1972年7号【名作集】『ねむの木の子守歌』1998年
  - わかれ道 週刊マーガレット連載1972年13号 - 21号【名作集】『青きドナウ』1992年
  - さよならの白いばら 週刊マーガレット1972年30号【単行本】集英社『ぶらりぶらぶら物語』1973年【名作集】『娘よ、父の手に!』1997年
  - 白の童話 週刊マーガレット1972年39号【名作集】『娘よ、父の手に!』1997年
  - ミルク色の天使 週刊マーガレット1972年51号【単行本】集英社『小さなおねがい』1976年【名作集『LOVE LOVE ミリオン!!』1997年
  - 真萩の子守唄 デラックスマーガレット1972年秋の号
  - 彼女の名はオレンジ 週刊少女コミック連載1972年29号 - 34号【名作集】『アイ ラブ アリス』1995年
- 1973年
  - 娘よ父の手に! 週刊マーガレット増刊1973年1月10日号【名作集】『娘よ、父の手に!』1997年
  - 春風にきいたお話 週刊マーガレット1973年11号【名作集】『亜紀子』(2)1991年
  - 水藻のゆりかご 週刊マーガレット1973年36号【単行本】講談社『花のようなリリベット』1984年【名作集】『娘よ、父の手に!』1997年
  - 小さなおねがい 週刊マーガレット1973年48号【単行本】集英社『小さなおねがい』1976年【名作集】『亜紀子』(2)1991年
  - 水曜日の森 別冊少女フレンド1973年10月号【単行本】講談社『怪奇ロマン傑作選』1974年4月【名作集】『水曜日の森』1998年
  - ガラスの花嫁 週刊少女フレンド1973年8号【名作集】『天使と挽歌』(1)1998年
  - 聖ロザリンド 週刊少女フレンド連載 第1部1973年12 - 19・20号、第2部1973年33号 - 41号（2005年月刊ホラーM7月号 - 9月号に総集編で再掲載）【単行本】講談社『聖ロザリンド（世にもこわい話）』1973年（第1部のみ）、『聖ロザリンド総集編』1974年（第2部のみ）、『聖ロザリンド戦慄編』1979年【名作集】『聖ロザリンド』1992年【単行本】ホーム社漫画文庫『聖ロザリンド』2001年、ホラーMコミック文庫『聖ロザリンド』2005年、このマンガがすごい!comics『聖［セイント］ロザリンド』2017年
  - 白いカメレオン 週刊少女フレンド1973年25号【単行本】講談社『怪奇ロマン傑作選』1974年
  - モナリザの微笑 週刊少女フレンド1973年49号【名作集】『赤い伝説』1999年
  - 花のようなリリベット 週刊少女フレンド1973年50号 - 1974年2号 【単行本】若木書房『花のようなリリベット』1974年、講談社『花のようなリリベット』1984年
  - ふたご座生まれ なかよし1973年2月号附録【単行本】若木書房『ふたご座生まれ』1973年、講談社『ふたご座生まれ』1987年【名作集】『リーベス・ツァイベン』1995年
  - 黒ねこがわらった なかよし1973年6月号 - 7月号 前後編【単行本】講談社『黒ねこがわらった（世にもこわい話）』1973年、講談社『死霊ポーレットの恋』1986年【名作集】『青いきつね火』1997年
  - 雪空のノエル なかよし1973年12月号【名作集】『逢魔が刻』1996年
  - 紫色の鎮魂歌 月刊セブンティーン1973年2月号【名作集】『カミーユの微笑』1997年
  - 木蔦の枯れるとき… 月刊セブンティーン1973年5月号【単行本】創美社/集英社『愛のひとこと』1976年【名作集】『恋のれん』1996年
  - 青ざめたディオンヌ 月刊セブンティーン1973年9月号【単行本】講談社『花のようなリリベット』1984年【名作集】『あやかしの伝説』1992年
- 1974年
  - 13本のカメリア｜別冊少女フレンド 1974年2月号[2]【単行本】講談社『怪奇ロマン傑作選』1974年4月【名作集】『逢魔が刻』1996年
  - 死人契約｜週刊少女フレンド 1974年12号[2]【単行本】若木書房『モナリザの部屋』1975年8月【名作集】『逢魔が刻』1996年
  - 黒天使シンセラ｜週刊少女フレンド連作（1.黒天使シンセラ 1974年16号・2.愛と死のバラード 1974年19号・3.赤い館 1974年26号）【単行本】主婦の友社『黒天使シンセラ』1978年、講談社『黒天使シンセラ』1984年【名作集】『水曜日の森』（1.黒天使シンセラ・2.愛と死のバラード）1998年、『慕情』（3.赤い館）1997年
  - 落葉の舞（皇女和宮物語）｜週刊マーガレット1974年27号【単行本】集英社『小さなおねがい』1976年【名作集】『カミーユの微笑』1997年
  - わが命はいとし子のために｜週刊マーガレット1974年34号【名作集】『モナリザの部屋』1996年
  - 炎の紅振袖（八百屋お七物語）｜週刊マーガレット1974年47号【単行本】大陸書房『緋の宴』1988年 - 1989年【名作集】『おかあさま』(1) 2000年
  - 白い少女の伝説｜小学四年生1974年2月号【単行本】小学館『ばらの中のリザ』(1)(2)1975年【名作集】『赤い伝説』1999年
  - ばらの中のリザ｜小学四年生連載1974年4月号 - 1975年3月号【単行本】小学館『ばらの中のリザ』(1)(2)1975年【名作集】『ばらの中のリザ』1995年
  - 真夜中に殺せ!｜なかよし1974年5月号
  - 青い葡萄｜月刊セブンティーン1974年6月号【単行本】創美社/集英社『ただ愛ゆえに』1976年【名作集】『カミーユの微笑』1997年
  - こもれび｜月刊セブンティーン1974年11月号【名作集】『神さま、なぜ愛にも国境があるの!』1996年
- 初出年月および掲載誌を単行本から推定できる作品
  - 私の中のエレン（1970年代前半）【単行本】小学館『ばらの中のリザ』(1)(2)1975年【名作集】『赤い伝説』1999年
- 1975年
  - ふたごのプリンセス 月刊プリンセス連載1975年1月号（創刊号） - 12月号【単行本】秋田書店『ふたごのプリンセス』(1)(2)1975年【名作集】『ふたごのプリンセス』(1)(2)1995年
  - 太陽の女王（原作：佐々木守） 週刊マーガレット1975年24号 - 25号 前後編【名作集】『藤原薬子』1996年
  - 水晶の馬 週刊マーガレット連載1975年後半期 - 1976年2・3合併号【名作集】『水晶の馬』1995年
  - J.スミス氏の赤ちゃん 週刊少女コミック1975年28号【単行本】主婦の友社『黒天使シンセラ』1978年【名作集】『プルトンの息子たち』1993年
  - 2枚のページ 月刊セブンティーン1975年7月号【名作集】『御ひといのち夢幻の記』1997年
  - 女の手紙 月刊セブンティーン1975年11月号 - 12月号 前後編【単行本】創美社/集英社『愛のひとこと』1976年
  - バネッサの世界 週刊（月2回刊）少女フレンド連載1975年前半期 - 1976年初期【単行本】講談社『バネッサの世界』1985年【名作集】『バネッサの世界』1995年
  - わが海に白きバラを… 別冊少女フレンド1975年8月号【名作集】『赤い伝説』1999年
  - 赤い伝説 ラブリーフレンド 連作 1975年 第2部掲載初夏号【名作集】『赤い伝説』1999年
  - 姉妹-シスター- ラブリーフレンド1975年夏休み号【名作集】『百鬼夜行』1999年
  - 水晶色の雨の日に ラブリーフレンド1975年11月号【単行本】講談社『黒天使シンセラ』【名作集】『カミーユの微笑』1997年
  - わすれな草をあなたに 小学四年生連載1975年後半期 - 1976年3月号

### 1970年代後半
- 1976年
  - 天使と挽歌（原作：日向葵） プリンセス 連作オムニバス 1976年 - 1978年（1.かたつむり1976年4月号・2.獅子の門1976年7月号・3.去りにし君へ…1976年10月号・4.この愛の終わりに1977年1月号・5. 暗闇への遁走曲1977年4月号・6.砂糖菓子の季節1977年7月号・7.風はふりむかずに1977年10月号・8.パンドラの罠1978年1月号・9.蝶になる日に1978年4月号・10.光と影のロンド前編・後編1978年7 - 8月号）
  - *【単行本】1977年 - 1978年 秋田書店『天使と挽歌』(1)（1.かたつむり・2.獅子の門・3.去りにし君へ…・4.この愛の終わりに）『天使と挽歌』(2)（6.砂糖菓子の季節・7.風はふりむかずに・8.パンドラの罠・10.光と影のロンド前編・後編）△第5話と第9話は割愛で連載順に収録
  - *【名作集】1998年『天使と挽歌』(1)（1.かたつむり・3.去りにし君へ…・4.この愛の終わりに・5.暗闇への遁走曲（「時間のフーガ」に改題）・7.風はふりむかずに（「光と影のロンド」に改題）『天使と挽歌』(2)（2.獅子の門・6.砂糖菓子の季節・9.蝶になる日に・8.パンドラの罠・10.光と影のロンド前編・後編（「光と影のロンド II」に改題））△全話収録で順番は一部入れ替え
  - プリシラのおともだち 週刊少女コミック1976年2号【単行本】主婦と生活社『22世紀の子 リーベス・ツァイベン』1981年【名作集】『水曜日の森』1998年
  - シャンデリア 週刊少女コミック連載1976年9号 - 36号【単行本】若木書房『シャンデリア』(1) - (3)1977年【名作集】『シャンデリア』(1)(2)1993年
  - 魔女復活 週刊少女コミック1976年38号【名作集】『水晶の馬』1995年
  - リリアム（モスリン服の子・ロサンゼルスの空・ユタ＝2:00AM・恐怖のルート91・ビバリー・ヒルズキャノン通り32番地・ニューヨーク・USA・天使の歌う夜に） 週刊少女コミック連載1976年49号、1977年2号、4・5合併号、7号、9号、11号、13号【名作集】『リリアム』1995年
  - あやかしの伝説（天竺編・中国編・白狐玉藻編） 花とゆめ 連作 1976年5号、13号、22号【単行本】白泉社『白狐あやかしの伝説』1977年、壱番館書房/廣済堂出版『あやかしの伝説』1982年、廣済堂出版『妖狐伝説』1986年【名作集】『あやかしの伝説』1992年
  - 鳩の舞う城 ラブリーフレンド1976年7月号
  - 青い炎のファラオ 小学四年生連載1976年8月号 - 1977年3月号
  - 死霊ポーレットの恋 小学六年生連載1976年10月号 - 12月号【単行本】講談社『死霊ポーレットの恋』1986年【名作集】『あやかしの伝説』1992年
- 1977年
  - 雨の置き手紙 月刊セブンティーン1977年3月号【単行本】集英社『雨の置き手紙』1981年【名作集】『恋のれん』1996年
  - プルトンの息子たち 週刊少女コミック連載1977年19号 - 28号【単行本】壱番館書房/廣済堂出版『プルトンの息子たち』1983年、『幻想魔界 プルトンの息子たち』1987年【名作集】『プルトンの息子たち』1993年
  - スズラン（旧題：スズランごころ）｜Jotomo 1977年5月号【名作集】『慕情』1997年
  - なぜママになってはいけないの｜月刊明星 1977年10 - 11月号連載[2]【名作【名作集】『月光学園1年B組』1996年（ドキュメンタリー）
  - 百塔-3aBTpaの獅子たち-｜別冊花とゆめ連載1977年冬の号、1978年春、夏、秋、冬の号、1979年春、夏の号【名作集】『百塔-3aBTpaの獅子たち-』
- 1978年
  - 寄生木 別冊ビバプリンセス1978年冬季号
  - ジョー・ロス物語 青空のむこうに｜月刊明星 1978年3 - 6月号連載[2]【名作集】『月光学園1年B組』1996年（フットボール選手の伝記）
  - とどかぬ愛に…-ジェームス・ディーンに捧ぐ-（原作：草鹿宏）｜週刊セブンティーン 1978年28 - 31号連載[2]【名作集】『神さま、なぜ愛にも国境があるの!』1996年
  - 私の愛したお友達 ひとみ1978年7 - 8月号
  - 神さま、なぜ愛にも国境があるの!（原作：草鹿宏） 月刊明星連載1978年9月号 - 79年2月号【名作集】『神さま、なぜ愛にも国境があるの!』1996年
  - 4月になれば… 月刊セブンティーン1978年6月号【単行本】集英社『雨の置き手紙』1981年【名作集】『令嬢ポポラックの哀しみ』1997年
- 1979年
  - 22世紀の子リーベス・ツァイベン｜ギャルズライフ連載1979年1月号 - 5月号【単行本】主婦と生活社『22世紀の子 リーベス・ツァイベン』1981年【名作集】『リーベス・ツァイベン』1995年
  - 港のマルタとデラシネ プリンセス1979年4月号
  - 4月はたそがれの海 プリンセス1979年5月号
  - リトル・モー｜月刊明星 1979年5 - 6月号連載[2]【名作集】『月光学園1年B組』1996年（同名映画のコミカライズ）
  - 月光学園1年B組｜月刊明星連載1979年8月号 - 1980年1月号[2]【名作集】『月光学園1年B組』1996年
  - 従妹イゼベル｜週刊少女コミック連載1979年12号 - 24号【名作集】『従妹イゼベル』1995年

### 1980年代
- 1980年
  - 花ほたる｜週刊セブンティーン増刊1980年5月7日号【単行本】集英社『雨の置き手紙』1981年【名作集】『蛇の目傘の女』1997年
  - すすき野の里｜週刊セブンティーン増刊1980年10月17日号【単行本】集英社『雨の置き手紙』1981年【名作集】『不如帰-ほととぎす-』1997年
- 1981年
  - 小公女（原作：フランシス・ホジソン・バーネット「小公女」）｜毎日小学生新聞 1981年1/5 - 7/10断続連載【名作集】『小公女』1996年

### 1960年代後半 - 1970年代
- その他（おおむね1960年代後半 - 1970年代の作品。わたなべまさこ名作集収録順に記載）
  - ストロベリー・ラブ　週刊セブンティーン　1970年49号　-　1971年6号【名作集】『ふたごのプリンセス』(2)1995年
  - そして…秋　Jotomo　1977年10月号【名作集】『恋つづり』1996年
  - 雪中花（1960年代後半 - 1970年代）【名作集】『恋つづり』1996年
  - この愛の十字架　週刊セブンティーン　1968年1号　【名作集】『カミーユの微笑』1997年
  - まっ白な嘘　月刊セブンティーン　1974年1月号【名作集】『娘よ、父の手に!』1997年
  - おじさまにキスを…　週刊セブンティーン　1970年14号【名作集】『娘よ、父の手に!』1997年
  - アイガーの誓い（1970年代）【名作集】『人材派遣社員美樹』1997年
  - バイオレットの散歩道（1970年代）【名作集】『美少年-すぎにし愛の日々-』1997年
  - 冬の館（1970年代）【名作集】『美少年-すぎにし愛の日々-』1997年
  - 殺人計画（1960年代後半 - 1970年代）【名作集】『LOVE LOVE ミリオン!!』1997年
  - かあちゃんの涙（1960年代後半 - 1970年代）【名作集】『わすれな草』1998年
  - 2人のステラ（1960年代後半 - 1970年代）【名作集】『水曜日の森』1998年
  - 星空のバラード　週刊セブンティーン　1969年2号　【名作集】『天使と挽歌』(2)1998年
  - 闇からの客　週刊セブンティーン　1979年14号【名作集】『Mrs.エレインの揺籃』2003年

## レディースコミック作品リスト
名作集の詳細は、わたなべまさこ名作集を参照
レディースコミック誌 掲載作品（青年漫画誌を含む）

### 1970代末（少女漫画からの移行期）
- 1975年
  - あやかしの夜｜ビッグコミックオリジナル1975年1月20日号（通巻23号）【単行本】主婦の友社『黒天使シンセラ』1978年【名作集】『リリアム』1995年
- 1976年
  - おち鮎｜ビッグコミック 1976年11月1日増刊号　小学館[2]【名作集】『令嬢ポポラックの哀しみ』1997年
- 1977年
  - 虞美人（原作：白井鐵造） 【MOOK】『週刊女性別冊劇画タカラヅカ名作10選Part.1』1977年3月
- 1978年
  - 恋愛今昔物語 五月の椿・黒髪あわれ（原作：佐々木丸美）｜週刊ヤングレディ 連作 1978年11号、13号【単行本】ブッキング『恋愛風土記』2007年
  - 恋愛今昔物語（原作：佐々木丸美）（夏子の場合・秋子の場合・冬子の場合・春子の場合） 週刊ヤングレディ 連作 1978年21号 - 24号【単行本】講談社『恋愛風土記』1979年、ブッキング『恋愛風土記』2007年
- 1978年頃
  - 私の黒髪を切れ（原作：千家和也） 【単行本】小学館セブンコミックス『私の黒髪を切れ』（上）（下）1978年12月、1979年1月
  - 幻の女（原作：ウィリアム・アイリッシュ） 【単行本】主婦の友社TOMOコミックス名作ミステリー28『幻の女』1979年1月
  - 花嫁は4月に 【単行本】講談社ヤングレディKCデラックス『花嫁は4月に』1979年【名作集】『恋つづり』1996年
- 1979年
  - ローラー・カナリヤの死んだ日 セブンコミック1979年1月15日号【単行本】集英社 悪女シリーズ8『ある金魚の死』1983年【名作集】『ローラー・カナリヤの死んだ日』1993年

### 1980年代
- 1980年（昭和55年）
  - 悪女シリーズ 週刊明星 連作 1980年代前半
  - *【単行本】集英社『悪女シリーズ』(1) - (18)1981年9月 - 1985年9月、集英社漫画文庫『悪女シリーズ』(1) - (3)1984年
  - *【名作集】『ローラー・カナリヤの死んだ日』『蜜の味』息子の恋人』『隣のベッド』『親友』『童話 白雪姫』『ある愛の終わりに』『ママとニャンニャン』『悪夢』1993年 - 1994年
- 1981年（昭和56年）
  - ある結婚｜月刊セブンティーン特別編集 YOU 1981年No.1（創刊号[2]/1980年12月発売）【単行本】集英社『恋のれん』1984年 【名作集】『美少年 -すぎにし愛の日々-』1997年
  - オフィス・ラブに御用心｜セブンコミック1981年1月20日号 【単行本】集英社『大介夢幻抄』(2)1989年【名作集】『シャンデリア』(2)1993年
  - 小さな贈り物｜セブンコミック1981年5月20日号【単行本】集英社『大介夢幻抄』(1)1989年【名作集】『シャンデリア』(2)1993年
  - 春暦｜月刊セブンティーン特別編集 YOU 1981年No.2（5月頃の号）【単行本】集英社『恋のれん』1984年【名作集】『不如帰-ほととぎす-』1997年
  - 神田明神　恋のれん｜YOU 連作 1981年No.3 - 4，No.8 - 9[2]【単行本】集英社『恋のれん』1984年【名作集】『恋のれん』1996年
  - 冬の音｜YOU 1981年No.7【単行本】集英社『恋のれん』1984年 【名作集】『令嬢ポポラックの哀しみ』1997年
  - 嫉妬｜フォアレディ1981年3月号【名作集】『高野聖』1997年
  - 夢の記｜フォアレディ 1981年7月号 - 1982年2月号[2]【単行本】小学館『夢の記』1982年【名作集】『夢の記』1994年
- 1982年（昭和57年）
  - 金曜はだめよ!｜YOU 1982年No.10【単行本】集英社『長い手紙』1984年【名作集】『令嬢ポポラックの哀しみ』1997年
  - 長い手紙｜YOU 1982年9月号【単行本】集英社『長い手紙』1984年【名作集】『令嬢ポポラックの哀しみ』1997年
- 1983年（昭和58年）
  - 鳩ぽっぽ｜YOU 1983年2月号【単行本】集英社『長い手紙』1984年【名作集】【名作集】『毒の女』(2)1994年
  - 哄った女｜フォアレディ 1983年6 - 7月号連載[2]【単行本】小学館フォアレディビッグコミックス『毒の女』(3)1988年10月【名作集】『高野聖』1997年
  - 秋桜記｜YOU 1983年11月号【単行本】集英社『長い手紙』【名作集】『御ひといのち夢幻の記』1997年
- 1984年（昭和59年）
  - 誰かが知っている｜フォアレディ 1984年1月号[2]【単行本】小学館フォアレディビッグコミックス『毒の女』(1)1988年6月【名作集】『高野聖』1997年
  - 裁きの日｜OFFICE YOU 1984年vol.4【単行本】集英社『長い手紙』1984年【名作集】『毒の女』(2)1994年
  - 無限抱擁｜YOU 1984年8月号[2]【単行本】YOUコミックスデラックス『私生活』1988年【名作集】『御ひといのち夢幻の記』1997年
  - Fの悲劇（シリーズ妊娠2）｜フォアレディ 1984年10月号[2]【名作集】『高野聖』1997年
  - 夢たがえ｜OFFICE YOU 1984年11月号[2]【名作集】『不如帰-ほととぎす-』1997年
  - とかくこの世は…（シリーズ妊娠3）｜フォアレディ 1984年12月号[2]【名作集】『逢魔が刻』1996年
- 1985年（昭和60年）
  - LOVE LOVE 千夜一夜物語 連作｜週刊明星 2・3合併号 - 39号[2]（各タイトルは、わたなべまさこ名作集を参照]）【単行本】集英社『LOVE LOVE 千夜一夜物語』(1)(2) 1985年11月、1986年1月【名作集】『LOVE LOVE 千夜一夜物語』1995年
  - 独りまつり｜フォアレディ 1985年3月号 - 1986年1月号連載【名作集】『独りまつり』1994年【単行本】双葉社文庫『独りまつり』2002年（東海テレビ制作フジテレビ系列2003年3月31日 - 6月27日放送のTVドラマ「愛しき者へ」原作）
  - けものみち｜Cute 1985年6月号（創刊号/ワニマガジン社[2]）【単行本】大陸書房ルージュコミックス『緋の宴』(1)(2)1988年12月、1989年1月【名作集】『緋の宴』1995年
  - 新釈 真景累ヶ淵｜週刊明星 1985年31号 - 45号連載『新釈 真景累ヶ淵』（原典：三遊亭圓朝「真景累ヶ淵」）【単行本】集英社『新釈 真景累ヶ淵』1986年【名作集】『新釈 真景累ヶ淵』1993年
  - 私生活｜YOU 1985年12月号[2]【単行本】集英社YOUコミックス『私生活』1988年8月【名作集】『人材派遣社員美樹』1997年
- 1986年（昭和61年）
  - 恋あそび｜月刊Jour 1986年1月号【単行本】双葉社『孤輪の月』1987年【名作集】『小間使い』1998年
  - 緋の宴｜フォアレディ 1986年4 - 10月号[2]【単行本】大陸書房ルージュコミックス『緋の宴』(1)(2)1988年12月、1989年1月『【名作集】緋の宴』1995年
  - 斑猫の舞う夜｜ミステリーJour 1986年4月25日号【単行本】双葉社『斑猫の舞う夜』1986年『蛇の目傘の女』1993年、双葉社文庫『百鬼夜行』2004年
  - Rose de Mai -5月の薔薇-｜YOU 1986年5月号[2]【名作集】『人材派遣社員美樹』1997年
  - 幽霊｜Jour 1986年7月号[2]【名作集】『幽霊』1998年
  - 女の首｜週刊明星 1986年28 - 30号連載[2]【単行本】集英社『ねんね…しな』1987年、文春文庫『妖怪マンガ恐怖読本』1990年【名作集】『穴の底』1993年
  - 死の棲む家｜週刊明星 1986年31 - 36号連載[2]【単行本】集英社『ねんね…しな』1987年【名作集】『新釈・真景累ヶ淵』1993年
  - おそろしい女の話｜月刊Jour 1986年9月号【単行本】双葉社『孤輪の月』1987年【名作集】『幽霊』1998年
  - 悪霊｜週刊明星 1986年37 - 40号連載[2]【単行本】集英社『ねんね…しな』1987年、文春文庫『怪奇幻想ホラーマンガ傑作選』1989年【名作集】『穴の底』1993年
  - 死女の恋｜週刊明星 1986年41 - 43号連載[2]【名作集】『バネッサの世界』1995年
  - 穴の底｜週刊明星 1986年44 - 47号連載[2]【単行本】集英社『ねんね…しな』1987年【名作集】『穴の底』1993年
  - ねんね…しな｜週刊明星 1986年年48 - 52号連載[2]【単行本】集英社『ねんね…しな』1987年、文春文庫『傑作マンガ選怖い話』1993年【名作集】『穴の底』1993年
  - 小間使い｜ミステリーJour 1986年11月16日号【単行本】双葉社『蛇の目傘の女』1993年、双葉社文庫『蛇の目傘の女』2004年【名作集】『小間使い』1998年
- 1987年（昭和62年）
  - 孤輪の月｜月刊Jour 1987年1月号【単行本】双葉社『孤輪の月』1987年【名作集】『鬼っ子』1998年
  - 空の巣（からのす）｜フォアレディ 1987年1月号[2]【名作集】『毒の女』(1)1994年
  - 毒の女｜フォアレディ 1987年4月号 - 1988年1月号連載[2]【単行本】小学館『毒の女』(1) - (3)1988年6月、8月、10月【名作集】『毒の女』(1)(2)1994年
  - 捨てた女｜ミステリーJour 1987年4月16日号[2]【名作集】『かおるの最後の顔』1998年
  - ちぎれ髪｜月刊Jour 1987年4月号【単行本】双葉社『孤輪の月』1987年【名作集】『怪談 蜘蛛の首』1998年
  - 竹の秋 -或る蒸発-｜月刊Jour 1987年7月号 【単行本】双葉社『孤輪の月』1987年【名作集】『幽霊』1998年
  - 痩女｜月刊Jour 1987年9月号[2]【単行本】双葉社ジュールコミックス（アンソロジー）『恐怖怪奇2 戦慄の館』1996年7月【名作集】『百鬼夜行』1999年
  - 紐｜YOU 1987年10月号[2]【名作集】『美少年 -すぎにし愛の日々-』1997年
  - 蛇の目傘の女 -女囚三百六拾号-｜ミステリーJour 1987年10月16日号【単行本】双葉社『蛇の目傘の女』1993年、双葉社文庫『蛇の目傘の女』2004年【名作集】『蛇の目傘の女』1997年
- 1988年（昭和63年）
  - 永遠の闇に眠れ（原作：メアリー・H・クラー）｜ミステリーJour 1988年1月16日号【単行本】双葉社『永遠の闇に眠れ』1990年
  - 来訪者（原作：阿刀田高）｜Jour 1988年3月号[2]【名作集】『あやかしの樹』1999年
  - 美少年 -すぎにし愛の日々-｜YOU 1988年4月号[2]【名作集】『美少年-すぎにし愛の日々-』1997年
  - 魔の刻｜Silky 1988年4月号（白泉社）[2]【名作集】『百鬼夜行』1999年
  - 大介夢幻抄｜フォアレディ 1988年4 - 11月号連載[2]【単行本】小学館『大介夢幻抄』(1)(2)1989年【名作集】『大介夢幻抄』1994年
  - 5月の薔薇｜ミステリーJour 1988年4月16日号[2]【名作集】『蛇の目傘の女』1997年
  - 御ひといのち 夢幻の記｜フォアミセス 1988年No.10（秋田書店）[2]【名作集】『御ひといのち夢幻の記』1997年
  - あやかしの樹（原作：阿刀田高）｜Jour 1988年7月号[2]【単行本】ナイスデイ・ブックス『阿刀田高のサミング・アップ』1990年6月／新潮文庫『阿刀田高のサミング・アップ』1993年6月【名作集】『あやかしの樹』1999年
  - 違う名をもつ女｜ミステリーYOU 1988年夏号[2]【名作集】『御ひといのち夢幻の記』1997年
  - 怪談 田中かよ乃の死｜ミステリーJour 1988年9月16日号【単行本】双葉社『怪談片目猫』1993年、双葉社文庫『怪談片目猫』2004年【名作集】『怪談 うらみ鬼灯』1999年
  - 魔除け（原作：阿刀田高）｜Jour 1988年11月号[2]【名作集】『あやかしの樹』1999年
- 1989年（昭和64年/平成元年）
  - おしどり文次捕物控｜ミステリーJour 1989年1月16日号，1990年1月19日号，1991年1月18日号[2]【名作集】『おしどり文次捕物控』1995年
  - 春日局（原作：橋田壽賀子）｜連載1989年（同年放映テレビドラマのコミカライズ）【単行本】集英社YOUコミックスデラックス『春日局』1989年12月6日【名作集】『春日局』(1)(2)1999年
  - 脳味噌の報酬（原作：阿刀田高）｜Jour 1989年3月号[2]【名作集】『あやかしの樹』1999年
  - 鈴の音｜Jour 1989年5月号[2]【名作集】『怪談 蜘蛛の首』1998年
  - 不如帰 -ほととぎす-（原作：徳冨蘆花）｜フォアミセス 1989年No.10[2]【名作集】『不如帰-ほととぎす-』1997年
  - 揺りかごが落ちる（原作：メアリ・H・クラーク）｜ミステリーJour 1989年7月16日号【単行本】双葉社『永遠の闇に眠れ』1990年
  - 怪談 蜘蛛の首｜ミステリーJour 1989年9月19日号【単行本】双葉社『怪談片目猫』1993年、双葉社文庫『蛇の目傘の女』2004年【名作集】『怪談 蜘蛛の首』1998年
  - 泣きぼくろ｜セリエミステリー 1989年11月号（白泉社）[2]【名作集】『幽霊』1998年
  - 白萩の庭｜Jour 1989年12月号[2]【名作集】『蛇の目傘の女』1997年
  - 闇の底（まさこの幽玄ごよみ第1話）｜週刊女性 1989年12月19日号 - 1990年1月30日号連載[2]【名作集】『草蜉蝣』1996年
- 1980年代後半
- 初出年月および掲載誌を単行本から推定できる作品
  - 藤原薬子 【単行本】世界文化社ロマンコミックス 人物日本の女性史 7『藤原薬子』1985年6月 【名作集】『藤原薬子』1996年
  - ママの恋人 【単行本】大陸書房ルージュコミックス『緋の宴』(1)(2)1988年12月、1989年1月【名作集】『小間使い』1998年

### 1990年代
- 1990年（平成2年）
  - 青霊樹（まさこの幽玄ごよみ第2話）｜週刊女性 1990年2月6日号 - 2月26日号連載[2]【名作集】『魚のくさる家』1996年
  - 鬼っ子｜ミステリーYOU 1990年春の号【単行本】集英社『鬼っ子』1991年【名作集】『鬼っ子』1998年
  - 魚のくさる家（まさこの幽玄ごよみ第3話）｜週刊女性 1990年3月6日号 - 4月24日号連載[2]【名作集】『魚のくさる家』1996年
  - 蝶のみち｜ルージュ 1990年4月号増刊（大陸書房）[2]【名作集】『水晶の馬』1995年
  - ビロードの爪｜ミステリーJour 1990年4月19日号【単行本】双葉社『百鬼夜行』1993年、双葉社文庫『百鬼夜行』2004年【名作集】『鬼っ子』1998年
  - 草蜉蝣（まさこの幽玄ごよみ第4話）｜週刊女性 1990年5月1日号 - 6月26日号連載[2]【単行本】ぶんか社ホラーMコミック文庫『死霊婚　わたなべまさこ傑作集』2009年5月[19]【名作集】『草蜉蝣』1996年
  - 月の舟｜セリエミステリー 1990年7月号[2]【名作集】『小間使い』1998年
  - 蒲団（原作：橘外男）｜ミステリーJour 1990年8月19日号【単行本】双葉社『百鬼夜行』1993年、双葉社文庫『百鬼夜行』2004年
  - 牡丹灯籠より 幻の夏（まさこの幽幻ごよみ第5話）｜週刊女性 1990年7月3日号 - 1991年1月22日号連載【単行本】主婦と生活社/宙出版『牡丹灯籠より 幻の夏』（原典：三遊亭圓朝「牡丹灯籠」）（上）（中）（下）1992年【名作集】『牡丹灯籠より 幻の夏』1996年
  - 恋々の樹｜Jour 1990年11月号 - 1991年6月号連載[2]【単行本】双葉社ジュールコミックス『恋々の樹』1991年12月
  - 令嬢ポポラックの哀しみ｜ミステリーYOU 1990年秋の号[2]【名作集】『令嬢ポポラックの哀しみ』1997年
- 1991年（平成3年）
  - 蒼ざめた女｜ミステリーYOU 1991年春の号【単行本】集英社『鬼っ子』1991年【名作集】『草蜉蝣』1996年
  - 高野聖（原作：泉鏡花）｜ミステリーJour 1991年6月19日号【単行本】双葉社『夜叉ヶ池』1993年、双葉社文庫『夜叉ヶ池』2004年【名作集】『高野聖』1997年
  - 怪談片目猫｜ミステリーJour 1991年8月19日号【単行本】双葉社『怪談片目猫』1993年、双葉社文庫『怪談片目猫 』2004年【名作集】『幽霊』1998年
  - 蔦のからまる家｜You-all 1991年9号[2]【名作集】『Mrs.エレインの揺籃』2003年
  - 蔵の中 -夕顔の花のような人-｜ミステリーYOU 1991年秋の号【単行本】集英社『鬼っ子』1991年、ぶんか社『まんがグリム童話 悪女魔物語 蝮蛇草』2008年【名作集】『鬼っ子』1998年
  - 人材派遣社員美樹｜週刊明星 1991年37 - 46・47合併号連載[2]【名作集】『人材派遣社員美樹』1997年
  - 鳥の脚｜ミステリーJour 1991年12月1日号[2]【名作集】『美少年 -すぎにし愛の日々-』1997年
- 1992年（平成4年）
  - 註文帳（原作：泉鏡花）｜ミステリーJour 1992年2月19日号【名作集】『おしどり文次捕物控』1995年【単行本】双葉社文庫『夜叉ヶ池』2004年
  - 闇の中…｜ミステリーJour 1992年4月19日号[2]【名作集】『蛇の目傘の女』1997年
  - 恐怖街｜ミステリーYOU 1992年春号[2]【名作集】『草蜉蝣』1996年
  - 滑走路灯（原作：夏樹静子）｜Hiミステリー 1992年6号[2]【単行本】宙出版エメラルドコミックスHiミステリーシリーズ『滑走路灯』 2000年1月
  - 華燭｜ミステリーJour 1992年6月19日号【単行本】双葉社『百鬼夜行』1993年、双葉社文庫『百鬼夜行』2004年【名作集】『怪談 蜘蛛の首』1998年
  - 百鬼夜行 -涼子の死-｜ミステリーJour 1992年8月19日号【単行本】双葉社『百鬼夜行』1993年、双葉社文庫『百鬼夜行』2004年【名作集】『百鬼夜行』1999年
  - 鬼あざみ｜YOUスペシャル 1992年9月25日号[2]【名作集】『恋のれん』1996年
  - 秋の夜の夢 -ガラスのような亜々美-｜ミステリーJour 1992年11月19日号[2]【名作集】『怪談 蜘蛛の首』1998年
  - むじな（原作：小泉八雲「むじな」）｜ミステリーJour 1992年12月19日号[2]【名【名作集】『鬼っ子』1998年
- 1993年（平成5年）
  - 恋つづり　3人の妻たち｜Midori 1993年2月号（講談社）[2]【名作集】『恋つづり』1996年
  - 夜叉ヶ池（原作：泉鏡花）｜ミステリーJour 1993年4月19日号【単行本】双葉社『夜叉ヶ池』1993年、双葉社文庫『夜叉ヶ池』2004年【名作集】『高野聖』1997年
  - 春の鬼｜Midori 1993年5月号[2]【名作集】『小間使い』1998年
  - 第三の女（原作：夏樹静子）｜Hiミステリー 1993年9号[2]【単行本】宙出版エメラルドコミックスHiミステリーシリーズ『第三の女』2000年9月
  - マリエの窓｜Midori 1993年11月号[2]【名作集】『逢魔が刻』1996年
- 1994年（平成6年）
  - ボクの日記｜Midori 1994年2月号[2]【名作集】『恋つづり』1996年
  - ガラスの絆（原作：夏樹静子）｜Hiミステリー 1994年12号[2]【単行本】宙出版エメラルドコミックスHiミステリーシリーズ『滑走路灯』 2000年1月
  - 逢魔が刻 風花の説話｜Midori 1994年5月号[2]【名作集【名作集】『逢魔が刻』1996年
  - わたしのフウ｜Jour 1994年8月号[2]
  - 子をとろ子とろ（原作：高橋克彦）｜Hiミステリー 1994年14号[2] 【単行本】ぶんか社コミック文庫『まんが このミステリーが面白い! 高橋克彦ミステリー傑作選』2011年1月[20]
  - かおるの最後の顔｜OFFICE YOU 連載1994年11月号 - 1995年4月号【単行本】集英社『かおるの最後の顔』1995年【名作集】『かおるの最後の顔』1998年
  - 雪の別離（原作：夏樹静子）｜Hiミステリー 1994年16号[2]【単行本】宙出版エメラルドコミックスHiミステリーシリーズ『滑走路灯』 2000年1月
- 1995年（平成7年）
  - 鬼火（原作：高橋克彦）｜Hiミステリー 1995年20号[2] 【単行本】ぶんか社コミック文庫『まんが このミステリーが面白い! 高橋克彦ミステリー傑作選』2011年1月[20]
  - 死霊 -暗闇坂の白い家-｜ミステリーJour 1985年8月19日号（1988年作「怪談 田中かよ乃の死」続編）【単行本】双葉社文庫『怪談片目猫』2004年【名作集】『怪談 うらみ鬼灯』1999年
- 1996年（平成8年）
  - 遠い記憶（原作：高橋克彦）｜Hiミステリー 1996年24号[2]【単行本】宙出版エメラルドコミックスHiミステリーシリーズ『言えない記憶』2000年、宙コミック文庫Hiミステリーシリーズ『言えない記憶』2008年
  - 椿姫（原作： アレクサンドル・デュマ・フィス「椿姫」）【単行本】世界文化社『椿姫』1996年3月、【名作集】『椿姫』2001年【単行本】双葉社文庫『愛に散った花 椿姫』2002年
  - 鬼子母神（原作：ひろさちや）【単行本】鈴木出版『鬼子母神』1996年9月
  - 裏側（原作：阿刀田高）｜Hiミステリー 1996年11月号[2]【名作集】『あやかしの樹』1999年
- 1997年（平成9年）
  - 恐怖の研究（原作：阿刀田高）｜Hiミステリー 1997年2月号[2]【単行本】宙出版エメラルドコミックスHiミステリーシリーズ『恐怖の研究』2000年10月【名作集】『あやかしの樹』1999年
  - 邪恋（原作：津雲むつみ）｜YOU 1997年No.6特別企画（原題：「邪恋 ストーカー」）【名作集】『Mrs.エレインの揺籃』2003年
  - メドゥーサの涙｜OFFICE YOU 1997年8月号[2]【名作集】『百鬼夜行』1999年
  - 捨てないで（原作：東野圭吾）｜Hiミステリー 1997年11月号[2]【単行本】宙出版エメラルドコミックスHiミステリーシリーズ『捨てないで』2000年11月，宙出版ミッシーコミックス（ペーパーバック）『東野圭吾 TheBEST』2013年
- 1998年（平成10年）
  - 怪談 うらみ鬼灯｜OFFICE YOU 1998年9月号[2]【名作集】『怪談 うらみ鬼灯』1999年
- 1999年（平成11年）
  - 聖夜 Holly Night｜OFFICE YOUプラス 1999年12月20日号[2]【名作集】『ライオンの城』2002年
- 初出年月および掲載誌を単行本から推定できる作品
  - エマの面影（原作：ケイ・ソープ） 【単行本】宙出版エメラルドコミックス ハーレクインシリーズ『エマの面影』1998年8月

### 1980年代 - 1990年代以降
- その他（おおむね1980年代 - 1990年代の作品）
  - 金瓶梅（原典：蘭陵笑笑生「金瓶梅」） ミステリーJour1993年6月19日号から連載開始、その後JOURすてきな主婦たちに移籍し、2002年4月号 - 2011年4月号まで足かけ19年に渡り連載　※最長編作品，双葉文庫版全11巻[2]
  - ウェディングベルを鳴らす時 （1980年代以降）（1980年代以降）【名作集】『モナリザの部屋』1996年
  - 紅しぼり…いのちの糸（1980年代以降）【名作集】『不如帰-ほととぎす-』1997年
  - 女の傷（1980年代以降）【名作集】『令嬢ポポラックの哀しみ』1997年
  - 里代子の場合（1980年代以降）【名作集】『怪談 うらみ鬼灯』1999年
  - 十五夜の月（1980年代以降）【名作集】『Mrs.エレインの揺籃』2003年

### 2000年代
- 2000年
  - 百物語 穴-死霊婚-｜OFFICE YOUプラス 2000年8月20日号[2]【名作集】『Mrs.エレインの揺籃』2003年
- 2001年
  - ライオンの城｜OFFICE YOU 8月号 - 2002年2月号連載 【名作集】『ライオンの城』2002年
- 2002年
  - Mrs.エレインの揺籃｜ホラーミステリー8月号【単行本】ぶんか社ホラーMコミック文庫『死霊婚　わたなべまさこ傑作集』2009年5月[19]【名作集】『Mrs.エレインの揺籃』2003年
  - 菊の契り｜ほんとうに怖い童話　12月号【単行本】ぶんか社『まんがグリム童話 悪女魔物語 蝮蛇草』2008年
- 2003年
  - 愛しき者へ｜Jourすてきな主婦たち 連載（同年テレビドラマ化された独りまつりのリメイク。ドラマタイトル愛しき者へ使用）
- 2004年
  - それからの…シンデレラ｜ほんとうに怖い童話　3月号【単行本】ぶんか社『まんがグリム童話 悪女魔物語 蝮蛇草』2008年
  - さくら花の宮｜Jourすてきな主婦たち 連載
  - 膿んだ家｜ミステリーJour 2004年9月号
- 2005年
  - 雪はは｜ほんとうに怖い童話　2月号【単行本】ぶんか社『まんがグリム童話 悪女魔物語 蝮蛇草』2008年
  - 遊里 思いの花｜ほんとうに怖い童話　12月号【単行本】ぶんか社『まんがグリム童話 悪女魔物語 蝮蛇草』2008年
- 2006年
  - 死霊婚｜ホラーミステリー2月号【単行本】ぶんか社ホラーMコミック文庫『死霊婚　わたなべまさこ傑作集』2009年5月[19]
  - 蝮蛇草-炎子という女-｜ほんとうに怖い童話　7月号【単行本】ぶんか社『まんがグリム童話 悪女魔物語 蝮蛇草』2008年
  - キャッスル666｜ホラーミステリー10月号【単行本】ぶんか社ホラーMコミック文庫『死霊婚　わたなべまさこ傑作集』2009年5月[19]
- 2007年
  - 令嬢カーミラ｜ホラーミステリー3月号【単行本】ぶんか社ホラーMコミック文庫『死霊婚　わたなべまさこ傑作集』2009年5月[19]
  - しのだ妻｜ほんとうに怖い童話7月号【単行本】ぶんか社『まんがグリム童話 仇花 悪の花 鬼女・妖婦伝』2015年
- 2009年
  - 吉備津の釜｜まんがグリム童話4月号【単行本】ぶんか社『まんがグリム童話 仇花 悪の花 -鬼女・妖婦伝-』2015年
  - 魔女の鉄槌｜まんがグリム童話7月号【単行本】ぶんか社『まんがグリム童話 仇花 悪の花 -鬼女・妖婦伝-』2015年
  - 呂后｜まんがグリム童話9月号【単行本】ぶんか社『まんがグリム童話 仇花 悪の花 -鬼女・妖婦伝-』2015年
  - 仇花　悪の花｜まんがグリム童話11月号【単行本】ぶんか社『まんがグリム童話 仇花 悪の花 -鬼女・妖婦伝-』2015年
- 2013年
  - ゴールドな夜｜ミステリーJour　12月増刊号
- 2014年
  - ついてくる…もの｜ミステリーJour　12月増刊号
- 2015年
  - 白狐娘娘-つぐない-｜JOURすてきな主婦たち　8月号
- 2016年
  - 孔家の嫁｜JOURすてきな主婦たち　4-5月号
  - 死者の恋｜JOURすてきな主婦たち　9月号
- 2019年
  - ねんねの子守唄｜JOURすてきな主婦たち　10月号[21]
- 2020年
  - 秘密 -ひめごと-｜集英社・マンガMee 2020年4月14日- 全14話を電子配信【単行本】各電子版配信出版社からも全2巻，紙版発売は無し
  - 中国怪異譚 朱い紐｜JOURすてきな主婦たち 2020年7月号[17][18]

## 著書
- 『まんがと生きて』全193頁（自伝エッセイ）双葉社、2008年11月16日第1刷発行，ISBN 978-4575300888

「双葉社Webマガジン」にて、2003年8月−2006年11月に連載したものを大幅に加筆再編。
- 『総特集 わたなべまさこ 90歳、今なお愛を描く』全191頁，図書の家編、河出書房新社、2018年9月30日初版発行，ISBN 978-4309279718
- 『少女マンガはどこからきたの？ 「少女マンガを語る会」全記録』全349頁（本編335頁＋索引など14頁）青土社，2023年5月30日第1刷発行

語る会メンバー12名：水野英子(発起人)/上田トシコ/むれあきこ/わたなべまさこ/巴里夫/高橋真琴/今村洋子/ちばてつや/牧美也子/望月あきら/花村えい子/北島洋子【※発起人水野以外はデビュー順】ISBN 978-4791775538